# Sân bay quốc tế Trường Thủy Côn Minh
Sân bay quốc tế Trường Thủy Côn Minh (IATA: KMG, ICAO: ZPPP) là một sân bay ở thôn Trường Thủy cũ và Hoa Tinh của nhai đạo Đại Bản Kiều, khu Quan Độ, Côn Minh, Vân Nam, Trung Quốc. Sân bay có cự ly 22 km về phía đông trung tâm Côn Minh. Sân bay này thay thế sân bay quốc tế Vu Gia Bá Côn Minh. Tất cả các tuyến bay ở Vu Gia Bá đã chuyển qua Trường Thủy vào năm 2012. Sân bay có 2 đường băng (so với 1 đường băng ở sân bay Vu Gia Bá) và có công suất 38 triệu lượt khách mỗi năm vào năm 2020.
Sân bay có diện tích 22,97 km2.

## Nhà ga

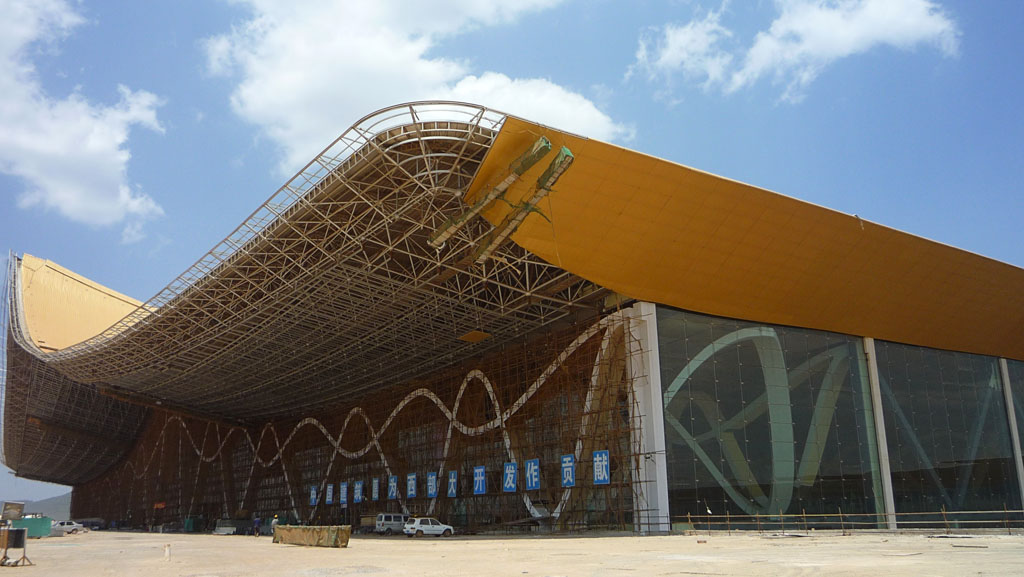
Nhà ga sân bay mới

Nhà ga chính có diện tích 548.300 m² sẽ là nhà ga sân bay lớn thứ nhì ở Trung Quốc..

## Xây dựng
Công tác xây dựng bắt đầu vào năm 2009 và thời điểm đó được đề xuất đặt tên Sân bay quốc tế Trịnh Hòa. Trong quá trình xây dựng có hai tai nạn, tai nạn đầu tiên xảy ra vào ngày 3 tháng 1 năm 2010 khi 7 công nhân chết khi một cầu dẫn sụp đổ Tai nạn tiếp theo diễn ra vào ngày 28 tháng 6 năm 2011 khi 11 công nhân bị thương khi một đường hầm đang xây bị sụp đổ.. Công tác xây dựng nhà ga chính hoàn thành vào tháng 6 năm 2011.

## Hãng hàng không và tuyến bay

### Hành khách
| Hãng hàng không                                         | Các điểm đến | Terminal |
| ------------------------------------------------------- | --- | -------- |
| Air China                                               | Bắc Kinh, Trường Sa, Thành Đô, Trùng Khánh, Đạt Châu, Quý Dương, Hàng Châu, Thượng Hải-Hồng Kiều, Thượng Hải-Phố Đông, Thiên Tân, Ôn Châu, Yuncheng | Nội địa  |
| Air China                                               | Yangon | Quốc tế  |
| AirAsia                                                 | Kuala Lumpur | Quốc tế  |
| Beijing Capital Airlines                                | Hàng Châu, Lệ Giang | Nội địa  |
| Chengdu Airlines                                        | Thành Đô, Quế Lâm, Liuzhou, Hạ Môn | Nội địa  |
| China Eastern Airlines                                  | Baoshan, Bắc Hải, Bắc Kinh, Trường Sa, Thành Đô, Trùng Khánh, Đại Lý, Đại Liên, Diqing, Phúc Châu, Quảng Châu, Quý Dương, Hàng Châu, Harbin, Hợp Phì, Jinan, Jining, Kaili, Lanzhou, Lhasa, Lijiang, Lincang, Luoyang, Luzhou, Mangshi, Nanchang, Nanchong, Nam Kinh, Nanning, Ninh Ba, Ordos, Pu'er, Kiềm Giang, Thanh Đảo, Sanya, Thượng Hải-Hồng Kiều, Shanghai-Pudong, Thẩm Dương, Thâm Quyến, Taiyuan, Tengchong, Thiên Tân, Urumqi, Wenshan, Wenzhou, Vũ Hán, Wuxi, Hạ Môn, Tây An, Xichang, Xining, Xishuangbanna, Yancheng, Yibin, Yinchuan, Yongzhou, Yuncheng, Zhaotong, Trịnh Châu | Nội địa  |
| China Eastern Airlines                                  | Bangkok-Suvarnabhumi, Chiang Mai, Chiang Rai, Colombo, Đà Nẵng, Dhaka, Dubai-International, Hà Nội, Thành phố Hồ Chí Minh, Hong Kong, Jakarta-Soekarno Hatta, Kathmandu, Kolkata, Luang Prabang, Macau, Malé, Mandalay, Naypyidaw, Paris-Charles de Gaulle, Phuket, Seoul-Incheon, Siem Reap, Singapore, Taipei-Taoyuan, Vientiane, Yangon | Quốc tế  |
| China Express Airlines                                  | Quý Dương, Nanyang | Nội địa  |
| China Southern Airlines                                 | Bảo Sơn, Bắc Kinh, Trường Xuân, Trường Sa, Trùng Khánh, Dali, Đại Liên, Quảng Châu, Quế Lâm, Quý Dương, Hải Khẩu, Harbin, Jieyang, Lanzhou, Lijiang, Nanning, Shanghai-Pudong, Thẩm Dương, Thâm Quyến, Urumqi, Vũ Hán, Tây An, Xishuangbanna, Yiwu, Trịnh Châu, Zhuhai | Nội địa  |
| China Southern Airlines vận hành bởi Chongqing Airlines | Trùng Khánh | Nội địa  |
| China United Airlines                                   | Phật Sơn, Thạch Gia Trang | Nội địa  |
| Dragonair                                               | Hong Kong | Quốc tế  |
| Fuzhou Airlines                                         | Phúc Châu | Nội địa  |
| Hainan Airlines                                         | Bắc Kinh, Hải Khẩu, Thâm Quyến, Tây An | Nội địa  |
| Hebei Airlines                                          | Thạch Gia Trang | Nội địa  |
| Hong Kong Express Airways                               | Hong Kong | Quốc tế  |
| Juneyao Airlines                                        | Bijie, Thượng Hải-Hồng Kiều | Nội địa  |
| Korean Air                                              | Seoul-Incheon | Quốc tế  |
| Kunming Airlines                                        | Trường Xuân, Trường Sa, Changzhou, Thành Đô, Trùng Khánh, Phúc Châu, Quảng Châu, Quý Dương, Hàng Châu, Harbin, Jinan, Lijiang, Mangshi, Nam Kinh, Nanning, Thanh Đảo, Thâm Quyến, Taiyuan, Taizhou, Tengchong, Vũ Hán, Hạ Môn, Tây An, Xishuangbanna, Dương Châu, Yinchuan, Yiwu, Trịnh Châu | Nội địa  |
| Lao Airlines                                            | Vientiane | Quốc tế  |
| Loong Air                                               | Hàng Châu | Nội địa  |
| Lucky Air                                               | Baotou, Bắc Kinh, Trường Sa, Thành Đô, Trùng Khánh, Dali, Đại Liên, Diqing, Phúc Châu, Quế Lâm, Quý Dương, Hải Khẩu, Hàng Châu, Hợp Phì, Hohhot, Jinan, Lanzhou, Lijiang, Mangshi, Nam Kinh, Nanning, Ninh Ba, Pu'er, Thanh Đảo, Sanya, Thượng Hải-Hồng Kiều, Shanghai-Pudong, Thẩm Dương, Thạch Gia Trang, Taiyuan, Tengchong, Urumqi, Vũ Hán, Hạ Môn, Tây An, Tây Ninh, Xishuangbanna, Xuzhou, Yichang, Yichun, Trịnh Châu | Nội địa  |
| Lucky Air                                               | Batam, Krabi, Phú Quốc | Quốc tế  |
| Malaysia Airlines                                       | Kuala Lumpur (ngừng từ 30/4/2015) | Quốc tế  |
| Okay Airways                                            | Trường Sa, Hợp Phì, Thiên Tân, Yulin | Nội địa  |
| Shandong Airlines                                       | Quý Dương, Jinan, Nam Kinh, Thanh Đảo, Hạ Môn | Nội địa  |
| Shanghai Airlines                                       | Thượng Hải-Hồng Kiều, Thiên Tân | Nội địa  |
| Shenzhen Airlines                                       | Trường Sa, Quảng Châu, Nam Kinh, Quanzhou, Thẩm Dương, Thâm Quyến, Taiyuan, Vũ Hán, Wuxi, Yangzhou, Trịnh Châu | Nội địa  |
| Sichuan Airlines                                        | Bắc Kinh, Trường Xuân, Trường Sa, Thành Đô, Trùng Khánh, Đại Liên, Quý Dương, Harbin, Hohhot, Jinan, Lanzhou, Mangshi, Nanchang, Nam Kinh, Ninh Ba, Thanh Đảo, Thẩm Dương, Thạch Gia Trang, Urumqi, Wanzhou, Wenzhou, Hạ Môn, Tây An, Xining, Xishuangbanna, Xuzhou, Yichang, Yinchuan, Trịnh Châu | Nội địa  |
| Sichuan Airlines                                        | Taipei-Taoyuan | Quốc tế  |
| SilkAir                                                 | Singapore | Quốc tế  |
| Sky Wings Asia Airlines                                 | Thuê chuyến: Siem Reap | Quốc tế  |
| SriLankan Airlines                                      | Colombo | Quốc tế  |
| Spring Airlines                                         | Changde, Huaihua, Mianyang, Qianjiang, Thượng Hải-Hồng Kiều, Thạch Gia Trang, Zunyi | Nội địa  |
| Thai Airways                                            | Bangkok-Suvarnabhumi | Quốc tế  |
| Thai AirAsia                                            | Bangkok-Don Mueang | Quốc tế  |
| Tianjin Airlines                                        | Thiên Tân, Tây An | Nội địa  |
| Thai VietJet Air                                        | Sân bay quốc tế Suvarnabhumi | Quốc tế  |
| Vietnam Airlines                                        | Vân Đồn | Quốc tế  |
| Uni Air                                                 | Kaohsiung | Quốc tế  |
| West Air (Trung Quốc)                                   | Trùng Khánh, Xishuangbanna | Nội địa  |
| Xiamen Airlines                                         | Trường Sa, Phúc Châu, Quý Dương, Hàng Châu, Tuyền Châu, Thiên Tân, Vũ Hán, Hạ Môn | Nội địa  |
| Ruili Airlines                                          | Hải Phòng | Quốc tế  |